# Munten uit Aitna

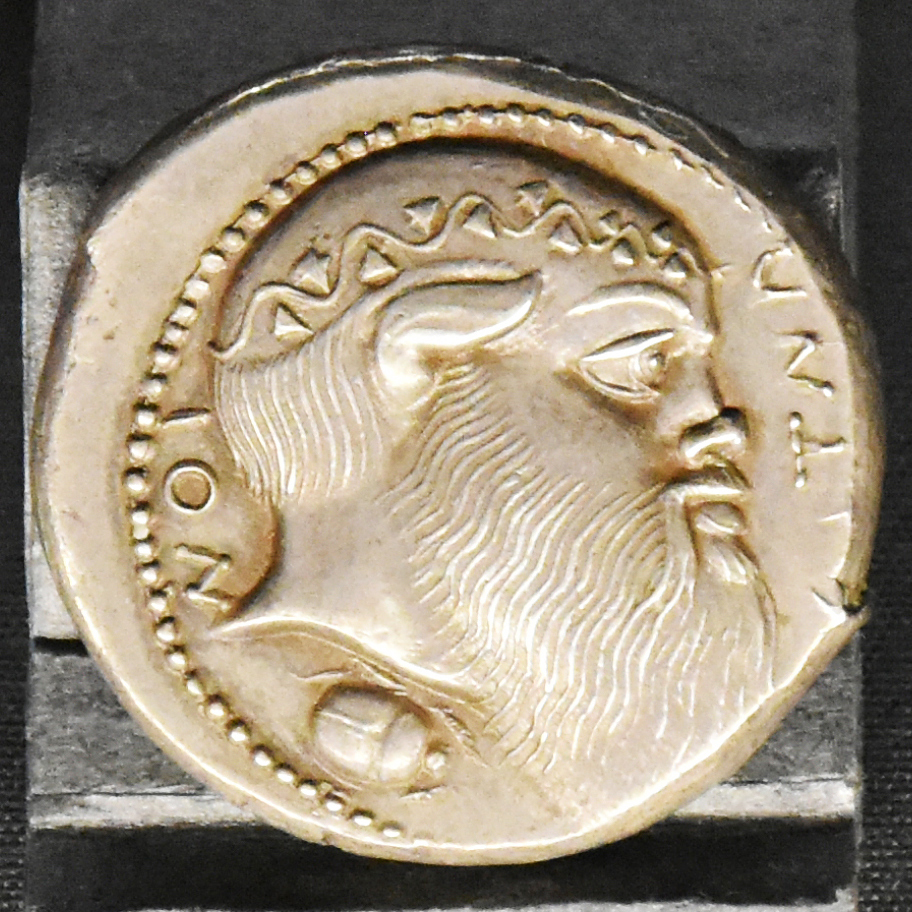
Tetradrachme van Aitna

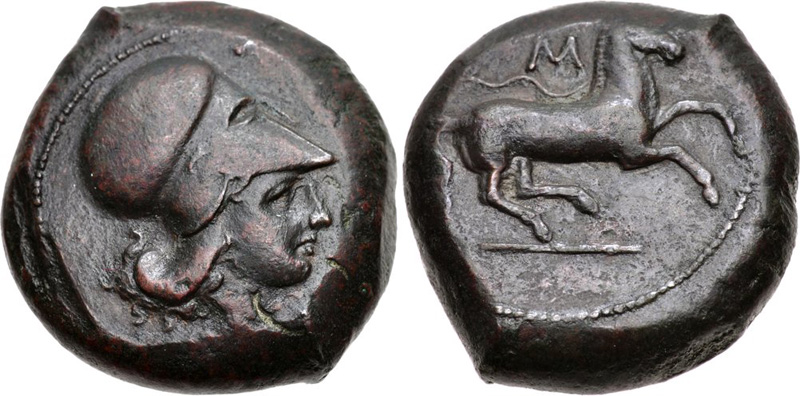
Pallas Athena

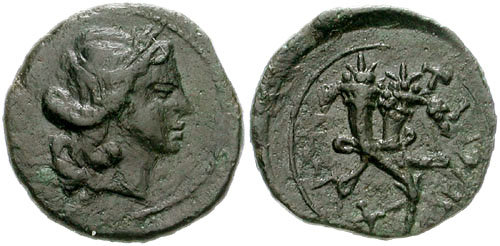
Persephone

De Munten uit Aitna (Oud-Grieks) of Aetna (Latijn), in Sicilië, Italië gaan terug tot de periode dat de stad Aitna een Griekse kolonie was op de plek van, en nadien, nabij Catania. De tweede lokalisatie van Aitna gaf de naam aan de vulkaan Etna. De munten zitten verspreid over verschillende musea in Europa en Noord-Amerika. De munten worden onderverdeeld in drie groepen volgens drie tijdperken van de stad Aetna. Hieronder volgt slechts een typevoorbeeld per groep of tijdperk.

## Drie groepen munten

### Catania-fase van Aitna
Het is de periode 476 v.Chr. tot 463 of 461 v.Chr. De periode begon toen Gelo, tiran van Gela en Syracuse, de Cataniërs verjoeg, die uit Naxos kwamen. De stad droeg in deze periode van veertien jaar de naam Aitna. Aitna was bijgevolg een kolonie van Syracuse en moest militair bijspringen om de tirannie in Syracuse te ondersteunen. Aitna werd bevolkt zowel door Grieken uit Syracuse als uit de Pelopennesos. De periode eindigde toen de Cataniërs hun stad heroverden (463 of 461 v.Chr.). Deze Cataniërs sloegen geen munten.
De bekendste munt is de Tetradrachme van Catania, ook genoemd Tetradrachme van Aitna. Het is een zilverern munt die zich bevindt in de muntencollectie van de Koninklijke Bibliotheek van België in Brussel. 

### Campania-fase van Aitna
Het is de periode van 463 v.Chr. of 461 v.Chr. tot 339 v.Chr. De oorspronkelijke Cataniërs heroverden hun stad Catania. De Syracusers verplaatsen hun stad Aitna naar de plek Inessa op de vulkaan de Etna. Nochtans waren het huurlingen uit Campanië die beletten dat Aitna een vrije stad was. Dionysios I, tiran van Syracuse, betaalde het Campanisch garnizoen in Aitna. Dit garnizoen verliet Aitna in 339 v.Chr. waarna Aitna een vrije stad was.
Een bekende munt is deze met aan de voorzijde de godin Athene met Corinthische helm en op de achterzijde is een galopperend paard afgebeeld. De teugels van het paard hangen los. Deze munt wordt bewaard in het Antikenmuseum in Bazel, Zwitserland.

### Romeins bestuur in Aitna/Aetna
Vanaf 210 v.Chr. bestuurde het Romeinse Rijk Aitna of Aetna.
Van de verschillende Romeinse munten is deze te vermelden met aan de voorzijde het hoofd van Persephone in zijzicht. Aan de achterzijde staan twee hoornen des overvloeds in elkaar gedraaid. Deze is onder meer in New York in de Tony Hardy Collection te vinden.